# Stati Uniti d'America ai IX Giochi olimpici invernali
Gli Stati Uniti d'America parteciparono ai IX Giochi olimpici invernali, svoltisi a Innsbruck, Austria, dal 29 gennaio al 9 febbraio 1964, con una delegazione di 89 atleti impegnati in dieci discipline.

## Medagliere

### Per discipline
| Sport                   | Oro | Argento | Bronzo | Totale |
| ----------------------- | --- | ------- | ------ | ------ |
| Pattinaggio di velocità | 1   | 0       | 0      | 1      |
| Sci alpino              | 0   | 2       | 2      | 4      |
| Pattinaggio di figura   | 0   | 0       | 2      | 2      |
| Totale                  | 1   | 2       | 4      | 7      |

### Medaglie
| Medaglia | Atleta                   | Sport                   | Evento                         |
| -------- | ------------------------ | ----------------------- | ------------------------------ |
| Oro      | Richard McDermott        | Pattinaggio di velocità | 500 m maschile                 |
| Argento  | Billy Kidd               | Sci alpino              | Slalom speciale maschile       |
| Argento  | Jean Saubert             | Sci alpino              | Slalom gigante femminile       |
| Bronzo   | Scotty Allen             | Pattinaggio di figura   | Pattinaggio di figura maschile |
| Bronzo   | Vivian Joseph Ron Joseph | Pattinaggio di figura   | Pattinaggio di figura a coppie |
| Bronzo   | Jimmy Heuga              | Sci alpino              | Slalom speciale maschile       |
| Bronzo   | Jean Saubert             | Sci alpino              | Slalom speciale femminile      |